# Valtéřov (Kraslice)
Valtéřov (německy Waltersgrün) je malá vesnice, část města Kraslice v okrese Sokolov v Karlovarském kraji. Nachází se asi 8,5 kilometru jihozápadně od Kraslic, přibližně dva kilometry od česko-německé hranice. Je zde evidováno 8 adres. V roce 2011 zde trvale žilo pět obyvatel.
Valtéřov leží v katastrálním území Valtéřov u Kraslic o rozloze 5,75 km².

## Historie
První písemná zmínka o vesnici pochází z roku 1348.
Ve 14. století patřila osada lubskému panství. V roce 1900 patřil Valtéřov farou a školou pod obec Kámen. Po poválečném vysídlení německého obyvatelstva část zástavby zanikla.

## Obyvatelstvo
Při sčítání lidu v roce 1921 zde žilo 143 obyvatel, všichni německé národnosti. Všichni obyvatelé se hlásili k římskokatolické církvi.
| Rok                                                            | 1869 | 1880 | 1890 | 1900 | 1910 | 1921 | 1930 | 1950 | 1961 | 1970 | 1980 | 1991 | 2001 | 2011 | 2021 |
| -------------------------------------------------------------- | ---- | ---- | ---- | ---- | ---- | ---- | ---- | ---- | ---- | ---- | ---- | ---- | ---- | ---- | ---- |
| Počet obyvatel                                                 | 116  | 134  | 129  | 147  | 131  | 143  | 143  | 21   | 24   | 12   | 4    | 4    | 8    | 5    | 3    |
| Počet domů                                                     | 19   | 21   | 22   | 24   | 25   | 26   | 30   | 29   | -    | 2    | 1    | 4    | 6    | 5    | 6    |
| Počet domů z roku 1961 je zahrnut v přehledu vesnice Kostelní. |      |      |      |      |      |      |      |      |      |      |      |      |      |      |      |

## Obecní správa
Při sčítání lidu v letech 1850–1920 Valtéřov byl osadou obce Kostelní v okrese Kraslice. V letech 1921–1949 byl samostatnou obcí v okrese Kraslice. V letech 1950–1976 byl opět osadou obce Kostelní, se kterým patřil nejprve do okresu Kraslice, ale od roku 1961 v okrese Sokolov. Od 1. dubna 1976 je částí města Kraslice v okrese Sokolov.